# پیست اسکی چلگرد
پیست اسکی چلگرد دومین پیست اسکی کشور می باشد که در شهرستان کوهرنگ و استان چهارمحال و بختیاری قرار دارد .